# Campionati europei di ciclismo su strada 2022 - Cronometro maschile Under-23
La cronometro maschile Under-23 dei Campionati europei di ciclismo su strada 2022, ventiseiesima edizione della prova, si è disputata il 7 luglio 2022 su un percorso di 22 km con partenza ed arrivo a Sangalhos, in Portogallo. La medaglia d'oro è stata vinta dal belga Alec Segaert, il quale ha completato il percorso con il tempo di 27'25" alla media di 48,146 km/h; l'argento è andato al croato Fran Miholjević e il bronzo al francese Eddy Le Huitouze.
Al traguardo 43 ciclisti, dei 44 alla partenza, hanno portato a termine la competizione.

## Ordine d'arrivo (Top 10)
| Pos. | Corridore           | Squadra     | Tempo   |
| ---- | ------------------- | ----------- | ------- |
| 1    | Alec Segaert        | Belgio      | 27'25"  |
| 2    | Fran Miholjević     | Croazia     | a 50"   |
| 3    | Eddy Le Huitouze    | Francia     | a 52"   |
| 4    | Fabian Weiss        | Svizzera    | a 58"   |
| 5    | Jonathan Vervenne   | Belgio      | a 1'11" |
| 6    | Darren Rafferty     | Irlanda     | s.t.    |
| 7    | Lorenzo Milesi      | Italia      | a 1'13" |
| 8    | Iván Romeo          | Spagna      | a 1'15" |
| 9    | Arthur Kluckers     | Lussemburgo | a 1'20" |
| 10   | Maurice Ballerstedt | Germania    | s.t.    |